# Hugo Prono
Hugo Óscar Prono Pellegrini (Santa Fe, 23 febbraio 1923 – 6 gennaio 1970) è stato un pallanuotista argentino, che ha partecipato alle Olimpiadi di Londra 1948.